# 研和
研和（けんわ）とは、物質を加工する方法の一つ。例えば、乳鉢と乳棒を用いて手で粉末をかき混ぜることにより、研和する物質の粒子の大きさを小さくする工程のこと。加えて、混合を介して均質な物質を生産することを指す。